# Långsele
Långsele – miejscowość (tätort) w Szwecji w gminie Sollefteå w regionie Västernorrland. Około 1 620 mieszkańców.